# 대한민국 청소년위원회
청소년위원회(靑少年委員會)는 청소년 정책에 관한 중장기 계획 수집, 청소년 정책에 대한 연구·개발, 청소년 활동 진흥에 관한 사항, 청소년 권익·보호 및 증진에 관한 사항, 청소년 유해 매체물·유해 약물에 대한 점검 등의 사무를 관장하는 대한민국의 옛 중앙행정기관이다. 2005년 4월 27일 청소년육성위원회와 청소년보호위원회를 통합하여 발족하였으며 2006년 3월 28일 국가청소년위원회로 개편되었다.

## 설치 근거
- 청소년기본법 [법률 제7421호 2005.03.24 일부개정]
- 청소년위원회직제 [대통령령 제18806호 2005.04.27 제정]

## 연혁
- 1988년 8월 19일 청소년육성법에 의거 국무총리 청소년육성위원회가 설치
- 1997년 7월 - 청소년보호법의 제정·시행과 함께 청소년보호위원회가 문화체육부에 설치.
- 1998년 2월 - 조직개편에 따라 문화체육부 청소년보호위원회는 국무총리 소속으로 변경, 청소년국은 문화관광부 소속으로 개편
- 2003년 - 청소년기본법 개정으로 청소년육성위원회가 문화관광부로 소속 개편
- 2005년 4월 27일 - 국무총리 청소년보호위원회, 문화관광부 청소년육성위원회와 청소년국을 통합하여 국무총리 청소년위원회를 신설.
- 2006년 3월 28일 - 국가청소년위원회로 개편.

## 조직
- 사무처 ( 2005.04 ~ 2006.03 )

## 역대 정·부위원장

### 청소년위원회 위원장
| 공화국    | 대수 | 이름           | 임기                              | 출신지    | 출신학교   | 비고                                  |
| --------- | ---- | -------------- | --------------------------------- | --------- | ---------- | ------------------------------------- |
| 참여 정부 | 초대 | 최영희(崔英姬) | 2005년 4월 27일 ~ 2006년 3월 28일 | 전북 전주 | 이화여자대 | 제18대 국회의원&대한출판문화협회 이사 |